# 绢毛杜鹃
绢毛杜鹃（学名：Rhododendron haematodes ssp. chaetomallum）为杜鹃花科杜鹃花属下的一个亚种。

## 扩展阅读
- 維基物種上的相關：绢毛杜鹃